# 德克薩斯人
德克薩斯人，是墨西哥德克薩斯州和後來德克薩斯共和國的英美裔居民。今天，這個詞被用來識別德克薩斯州的早期定居者，特別是那些支援德克薩斯革命的人。當時的墨西哥裔定居者被稱為德哈諾人，現代所有德克薩斯州的居民也被稱為德克薩斯人。

## 殖民時代定居者
幾個世紀以來，許多不同的定居者群體來到德克薩斯州。17世紀的西班牙殖民者將德克薩斯州與新西班牙其他地區聯繫起來。法國和英國的商人和定居者在18世紀抵達，更多的德國人、荷蘭人、瑞典人、愛爾蘭人、蘇格蘭-愛爾蘭裔美國人和威爾士人在1836年德克薩斯州獨立前的幾年裡定居。在德克薩斯州於1836年成為主權國之前，德克薩斯人指的是任何種族，膚色或語言的任何居民。
1834年至1836年，德克薩斯軍隊組織起來參加從墨西哥獨立的德克薩斯革命，墨西哥於1821年從西班牙贏得獨立。德克薩斯軍隊是來自許多不同國家和州的多元化人群。德克薩斯軍隊由德哈諾志願者組成，：來自美國南部的24名志願者;以及來自英格蘭、德國、荷蘭、瑞典、愛爾蘭、蘇格蘭、威爾士、葡萄牙和現在的捷克共和國的人在這個意義上，“德克薩斯軍隊”、“德克薩斯軍隊”或“德克薩斯軍隊”等術語是指那個時代參加德克薩斯革命的任何德克薩斯居民。
在德克薩斯成為美國一個州後，英語居民大量湧入，成為德克薩斯州主流居民。